# Julius Frey
Julius Frey (Stoccarda, 26 ottobre 1881 – Stoccarda, 28 agosto 1960) è stato un nuotatore tedesco.
Partecipò alle gare di nuoto della II Olimpiade di Parigi del 1900 e vinse una medaglia d'oro, nei 200m stile libero per squadre con la Deutscher Schwimm Verband Berlin (con un punteggio totale di 33).
Nella stessa Olimpiade, prese parte anche alla gara dei 200m stile libero, arrivando ottavo, con un tempo di 2'50"4.